# Трипитака
Тpипи́така, на пали — Типитака (санскр. त्रिपिटक, кит. 三藏, Сань Цзан; яп. 三藏, Сандзō; кор. 삼장; вьет. Tam tạng), что переводится с санскрита как «три корзины (текстов мудрости)» — свод раннебуддийских священных текстов, созданных в V—III вв. до н. э. вскоре после просветления Будды Шакьямуни. По преданию, утверждён в качестве буддийского канона на Первом Буддийском соборе, проходившем в Индии сразу после кончины (махапаринирваны) Будды.
Название питака («короб, корзина») традиционно объясняется тем, что свитки из пальмовых листьев, на которых были написаны тексты, хранились в трёх плетёных корзинах. Это деление на три корзины и названия их соответствуют разделению священных книг на три раздела: Винайя-питака (Виная-питака), Сутра-питака (пали: Сутта-питака) и Абхидхарма-питака (пали: Абхидхамма-питака).
В буддийском мире существует несколько версий Трипитаки, в которые входит огромное количество различных текстов. Наибольшей известностью пользуется палийский канон традиции Тхеравада. Этими текстами исчерпывается сохранившаяся до нашего времени литература на пали.
Несмотря на то, что в исходные палийские тексты на протяжении веков вносились изменения, Типитака на языке пали в редакции Тхеравады остаётся на сегодняшний день главным источником изучения раннего буддизма, хотя большинство буддологов в настоящее время не считает тексты, содержащиеся в ней, аутентичными, но рассматривает их как подвергшиеся редактуре.
Другие ранние направления буддизма не оставили после себя значительных письменных памятников. В текстах Трипитаки содержится множество сведений, касающихся культурной, экономической и социальной жизни Индии последних веков до нашей эры, служащих материалом для историков, исследующих ту эпоху

## Структура
Первый раздел, Виная-питака, содержит тексты, призванные регулировать жизнь сангхи — буддийской монашеской общины. В него входят более 227 правил поведения монахов и 250 правил поведения монахинь, а также правила и процедуры, призванные способствовать сохранению гармонии в монашеской общине в целом. Первая питака не ограничивается сводом дисциплинарных правил, в ней также рассматривается история происхождения каждого правила, включены притчи, рассказывающие о том, как сам Будда Гаутама решал вопросы сохранения гармонии в большой и разнородной духовной общине.
В Сутта-питаке (палийская редакция) собрано более 10 000 сутр, приписываемых лично Будде, реже его ближайшим ученикам. В ряд редакций Канона включаются джатаки, повествующие о «прошлых жизнях» (перерождениях) Будды.
Третий раздел, Абхидхамма-питака, представляет собой сборник философских трактатов, содержащих систематизацию учения Будды и предлагающих глубокий (практически научный) анализ основных доктринальных положений Дхаммы. Если первые два раздела Трипитаки излагают практическое учение о достижении Просветления, то третья корзина посвящена теоретической разработке основ учения. Авторство многих текстов, входящих в Абхидхамма-питаку, приписываются непосредственно Будде Шакьямуни, но многие буддологи склоняются к более позднему происхождению этих текстов, возводя их к эпохе царя Ашоки (III век до н. э.) В махаянические и ваджраянические редакции этой питаки входят также пояснительные комментарии, называемые шастрами. См. также Абхидхарма.

## Датировка и авторство
Долгое время Трипитака передавалась устно, в соответствии с индийской традицией заучивания священных текстов наизусть. Около 80 г. до н. э., в связи с угрозой утраты текстов, Трипитака была впервые записана на пальмовых листьях монахами тхеравады на Шри-Ланке.
Вопрос о датировке отдельных текстов из различных канонов Трипитаки является весьма сложным. Большинство ранних буддийских текстов были сочинены задолго до того, как были впервые зафиксированы письменно. Некоторые тексты китайского канона были, по-видимому, написаны по-китайски, после чего переведены на санскрит. Сложно установить, какие тексты тибетского канона были созданы уже в Тибете, а какие восходят к индийской традиции.
Помимо текстов, традиционно считающимися «словами Будды», махаянские редакции «Трипитаки» содержат также огромное количество сочинений буддийских философов, основателей школ (например, Нагарджуны, Васубандху, Дхармакирти и многих др.) и практиков, живших гораздо позднее Будды Шакьямуни.
Китайская Трипитака переведена и частично составлена приблизительно в V—VI вв. Буддхабхадрой, Фасянем и другими учёными монахами. Наряду с текстами из палийской Типитаки китайская версия содержит много материалов, восходящим к махаянским индийским источникам и частично отражающих жизнь в индийском обществе в более позднее время и философские идеи более позднего периода, нежели содержащиеся в палийской Типитаке.
Махаяна сохранила очень старую «доканоническую» традицию Буддизма, которая в значительной степени, но не полностью, была исключена из канона Тхеравады.
Махаяна сохранила древние идеи от которых отказалась Тхеравада, такие как доктрина Трех Тел Будды, идея сознания (Виджняна) как континуума, а также почитание буддийского пантеона.
Элементы этого Доканонического Буддизма пережили канонизацию, последующую фильтрацию идей и возродились в Махаяне.
Традиции Тхеравады и Махаяны «различные, но одинаково надежные записи Доканонического Буддизма, который теперь утерян навсегда».

## Издания Трипитаки

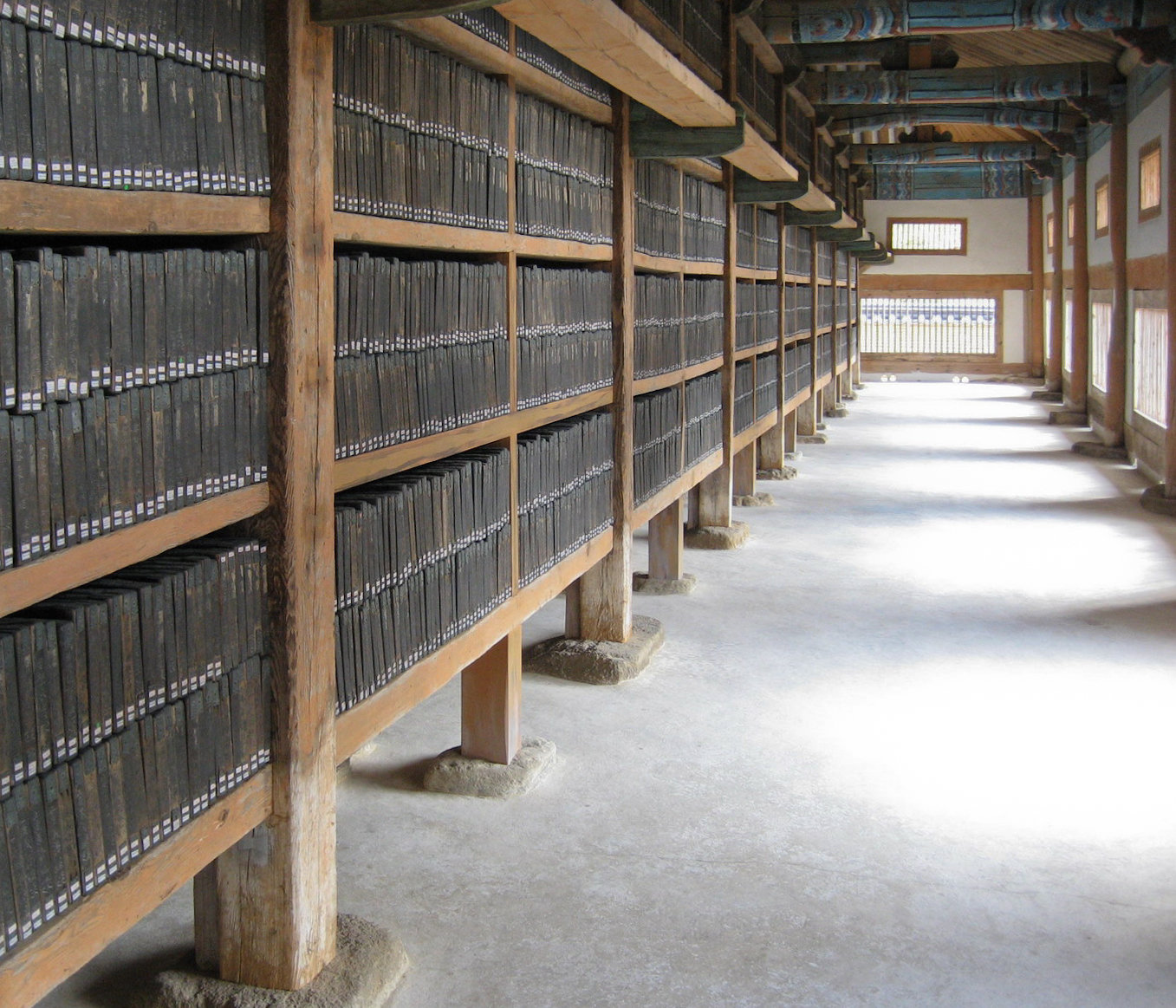
Корейская Трипитака XI века на дощечках середины XIII века — одно из национальных сокровищ Кореи

По мнению доктора исторических наук А. А. Маслова, наиболее полным изданием следует считать японское 55-томное собрание «Тайсё синсю Дайдзокё» («Трипитака годов Тайсё»), изданное в 1922—1933 гг. в традиции махаяны и переизданное в Токио в 1968 году. Издание состоит из следующих томов:
- Индийская часть:
  - тома 1—21 включают в себя сутры с проповедями Будды;
  - тома 22—24 — перевод монастырских уложений и монашеских правил;
  - тома 25—29 — переводы Абхидхармы;
  - тома 30—31 — переводы текстов Виджнянавады (Йогачары) и Мадхьямики;
  - том 32 — перевод шастр.
- Китайская часть, составленная китайскими учителями:
  - тома 33—43 — комментарии китайских учителей на сутры;
  - тома 44—48 — трактаты школ китайского буддизма;
  - тома 49—52 — разнообразные исторические записи, биографии известных учителей разных школ, тексты о паломничествах и полемике школ;
  - тома 53—54 — энциклопедия основных понятий буддизма;
  - том 55 — каталог сутр.

По другим данным, издание «Заново составленная Трипитака, изданная в годы Тайсё» (Дачжэн синьсю дацзанцзин, 大正新修大藏经) от 1924—1934 годов включает в себя 85 томов, содержащих 2920 текстов, и 12 томов изображений. Данная Трипитака существует в электронном виде на китайском языке на сайте www.fodian.net.
Китайская трипитака, созданная в период средневековья наряду с переводами палийских текстов содержит многочисленные сутры и шастры махаяны, отсутствующие в палийском каноне. Не всегда тексты китайской трипитаки точно соответствуют редакции палийской типитаки: например, палийская Дхаммапада содержит 26 глав, китайская редакция этого текста насчитывает тридцать две главы (то есть в неё входит ряд глав, отсутствующих в палийском каноне, но, очевидно, входившие в иные редакции канона, известные в древности).
В 1982 году началось составление «Китайской большой Трипитаки» (Чжунхуа дацзанцзин, 中华大藏经). К 1997 году появилось 106 томов данного издания. Всего запланировано 220 томов, включающих в себя более 4200 текстов, собранных из ранних изданий Трипитаки (с добавлением махаянских сутр и шастр на санскрите), на тибетском, китайском, маньчжурском и монгольском языках. Данное издание в бумажной версии имеет высокую стоимость, а в электронной версии имеет плохое качество. Поэтому главным источником текстов китайского буддизма для буддологов остаётся японская «Заново составленная Трипитака, изданная в годы Тайсё».
Дхаммапада, Сутта-нипата, Джатаки и другие тексты Трипитаки (хотя далеко не все) переведены на основные европейские языки, включая русский.

## В художественной литературе
Путешествие китайского монаха Сюаньцзана в Индию за сутрами Трипитаки послужило фабульной основой знаменитого романа «Путешествие на Запад». Соответственно, Сюаньцзан в романе имеет прозвище Трипитака.
Сюаньцзан привёз в Китай санскритскую версию Трипитаки, содержащую уже множество махаянских сочинений (сутр и шастр).

## Комментарии
1. ↑  See also Atthakavagga and Parayanavagga